# Justice Figuareido
Justice Johnpaul Figuareido (ur. 28 lipca 1998) – suazyjski piłkarz grający na pozycji lewoskrzydłowego. Od 2021 jest zawodnikiem klubu Cape Town All Stars.

## Kariera klubowa
Swoją karierę piłkarską Figuareido rozpoczął w klubie Manzini Sundowns FC. W 2017 roku zadebiutował w jego barwach w suazyjskiej pierwszej lidze. W 2018 roku odszedł do południowoafrykańskiego Maritzburg United FC. Swój debiut w nim zaliczył 23 września 2018 w wygranym 1:0 wyjazdowym meczu z Bloemfontein Celtic FC. W Maritzburg United grał przez rok.
Latem 2019 Figuareido przeszedł do klubu Mbombela United FC, grającego w National First Division. Po roku gry w nim odszedł do pierwszoligowego TS Galaxy FC, w którym zadebiutował 10 marca 2021 w wygranym 3:1 domowym meczu z Black Leopards FC. W TS Galaxy grał przez rok.
W 2021 Figuareido został zawodnikiem klubu Cape Town All Stars. Swój debiut w nim zaliczył 24 września 2021 w zremisowanym 1:1 domowym meczu z Hungry Lions FC.

## Kariera reprezentacyjna
W reprezentacji Eswatini Figuairedo zadebiutował 12 października 2018 roku w przegranym 1:2 meczu kwalifikacji do Pucharu Narodów Afryki 2019 z Egiptem, rozegranym w Kairze.